# Lycopus kochi
Lycopus kochi är en spindelart som beskrevs av Kulczynski 1911. Lycopus kochi ingår i släktet Lycopus och familjen krabbspindlar. Inga underarter finns listade i Catalogue of Life.